# HMS Punjabi
Lo HMS Punjabi (pennant number L21, poi cambiato in F21 e quindi G21) fu un cacciatorpediniere della Royal Navy britannica appartenente alla classe Tribal, entrato in servizio nel marzo del 1939.
Dopo lo scoppio della seconda guerra mondiale la nave operò in forza alla Home Fleet nelle acque di casa, prendendo parte alla campagna di Norvegia e alla scorta dei "convogli artici" diretti in Unione Sovietica. Il 1º maggio 1942, mentre operava a oriente dell'Islanda con una formazione navale anglo-statunitense di scorta a un convoglio, il cacciatorpediniere entrò in collisione con la nave da battaglia HMS King George V, finendo con l'essere spezzato in due: il relitto affondò rapidamente con gravi perdite umane tra l'equipaggio.

## Storia

### Prime operazioni

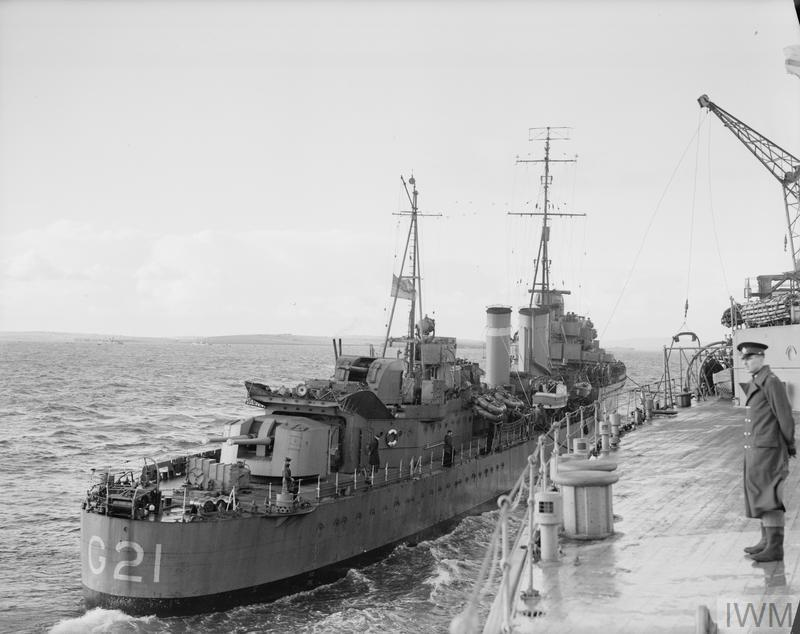
Il Punjabi, a sinistra visto di poppa, si rifornisce in mare dall'incrociatore nell'ottobre 1941

Ordinata ai cantieri della Scotts Shipbuilding and Engineering Company di Greenock il 19 giugno 1936 in coppia con il gemello HMS Matabele, la nave venne impostata il 1º ottobre 1936 e quindi varata il 18 dicembre 1937 con il nome di Punjabi in onore dell'omonimo gruppo etnico dell'India, prima e unica unità della Royal Navy a portare questo nome. Il cacciatorpediniere entrò in servizio il 29 marzo 1939, venendo assegnato in forza alla 6th Destroyer Flotilla della Home Fleet e raggiungendo poi l'Isle of Portland per svolgere esercitazioni e lavori di messa a punto; tra il 1º e il 4 giugno il Punjabi fu temporaneamente sottratto al suo programma di esercitazioni per essere inviato nella Baia di Liverpool per partecipare alle operazioni di soccorso del sommergibile britannico HMS Thetis, affondato con gravi perdite umane durante un collaudo.
Allo scoppio della seconda guerra mondiale nel settembre 1939, il Punjabi fu dislocato nella zona degli approcci occidentali alle isole britanniche per svolgere missioni di scorta ai convogli e di contrasto dei sommergibili tedeschi (U-Boot); il 2 dicembre la nave subì gravi danni strutturali dopo essere entrata in collisione con il mercantile Lairdscrest al largo di Holy Isle in Scozia, venendo quindi messa in cantiere a Govan per lavori di riparazione protrattisi fino alla fine del febbraio 1940. In aprile la nave partecipò agli eventi della campagna di Norvegia come scorta per le unità maggiori della Home Fleet; il 13 aprile il Punjabi fu impegnato nel corso della seconda battaglia navale di Narvik: ingaggiata una formazione di cacciatorpediniere tedeschi, la nave fu centrata da sei colpi di grosso calibro che causarono gravi danni. Sommariamente riparata sul posto a Skelfjord, la nave raggiunse quindi Plymouth il 28 aprile per essere sottoposta a lavori fino al suo rientro in servizio il 17 giugno seguente.
Poco dopo il suo rientro in servizio la nave partecipò all'operazione Ariel, evacuando tra il 17 e il 20 giugno dal porto francese di Saint-Nazaire civili e truppe alleate in fuga dall'avanzata tedesca in Francia. Nei mesi seguenti il Punjabi continuò a operare come unità di scorta della Home Fleet: dopo aver assistito il 1º settembre l'incrociatore HMS Fiji silurato da un U-Boot al largo delle Isole Ebridi, il Punjabi condusse, tra la metà di settembre e la fine di ottobre, alcune infruttuose incursioni contro il traffico tedesco al largo della costa della Norvegia; l'unico successo fu conseguito il 24 ottobre, quando il Punjabi e i gemelli Matabele e HMS Somali intercettarono e affondarono al largo della Penisola di Stad la nave meteorologica tedesca WBS 5 Adolf Vinnen.

### Azioni nel teatro artico

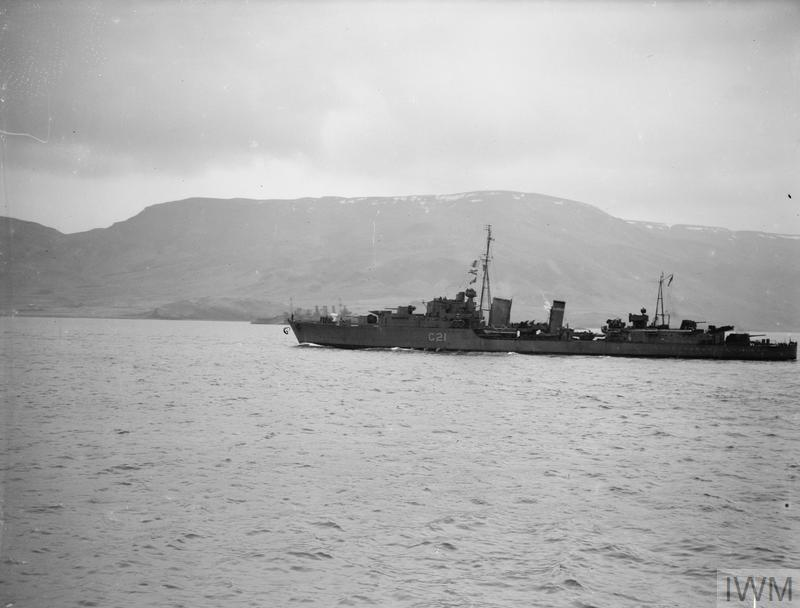
Il cacciatorpediniere in Islanda nel novembre 1941

Dopo lavori di manutenzione svolti a Rosyth tra il marzo e aprile 1941, il 24 maggio il Punjabi fu parte della scorta della nave da battaglia HMS King George V durante gli eventi della caccia alla Bismarck, anche se dovette abbandonare la missione dopo due giorni a causa della penuria di carburante. In seguito la nave fu destinata alle operazioni nel teatro dell'Artico della seconda guerra mondiale: dopo aver esplorato Spitsbergen il 27 giugno per valutare il suo impiego come base avanzata per la Royal Navy, il 1º agosto il cacciatorpediniere evacuò alcuni civili norvegesi dall'Isola degli Orsi e condusse un pattugliamento della costa settentrionale della Norvegia in coppia con il gemello HMS Tartar. Il 30 agosto il Punjabi fece da scorta alla portaerei HMS Argus diretta a trasportare i velivoli di una squadriglia di caccia britannici nella base sovietica di Murmansk.

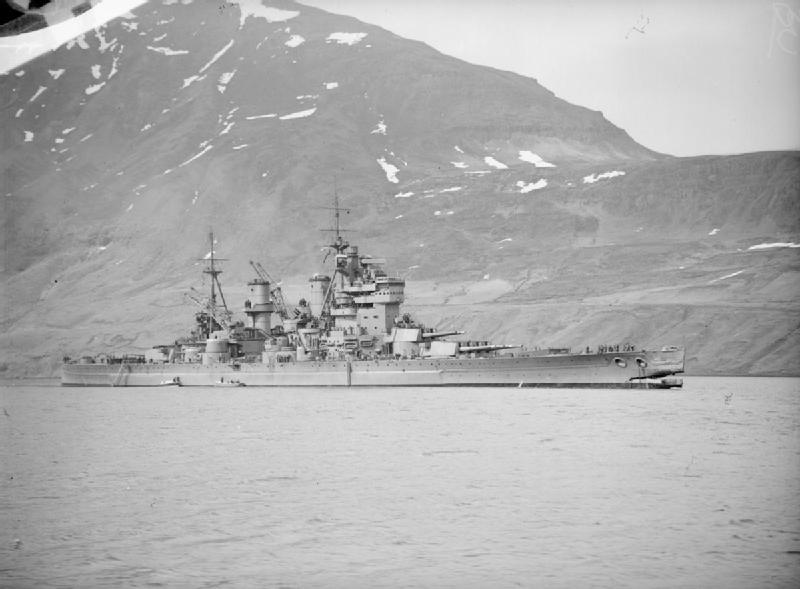
La King George V in Islanda poco dopo la collisione che affondò il Punjabi; notare i danni a prua riportati dalla nave nell'urto

Dopo nuovi lavori di revisione a Hebburn tra dicembre 1941 e gennaio 1942, in marzo il Punjabi fu assegnato alla scorta dei "convogli artici" diretti dal Regno Unito ai porti nel nord della Russia. Il suo primo impiego in questo ruolo fu, tra il 5 e l'11 marzo, la protezione del convoglio PQ 12 per Murmansk e del contemporaneo convoglio QP 8 di rientro nel Regno Unito; i tedeschi tentarono di intercettare i due convogli con una forza di navi di superficie, e il Punjabi fu distaccato per pattugliare le acque al largo di Bodø ma senza riuscire ad avvistare il nemico. All'inizio dell'aprile seguente il cacciatorpediniere fece parte della scorta del convoglio QP 10 partito da Murmansk, evitando il 12 aprile un tentativo di siluramento ad opera del sommergibile tedesco U-435.
Il 29 aprile 1942 il Punjabi lasciò il porto di Hvalfjörður in Islanda come parte della scorta a distanza del convoglio PQ 15. Il 1º maggio seguente, mentre la formazione procedeva in un denso banco di nebbia a oriente dell'Islanda, il Punjabi, per evitare una mina, tagliò la rotta della nave da battaglia britannica King George V che lo seguiva ed entrò in collisione: lanciata a 25 nodi di velocità, la prua della massiccia nave da battaglia penetrò sul lato sinistro dello scafo del cacciatorpediniere come un coltello nel burro, spezzandolo in due tronconi. La sezione di poppa affondò quasi immediatamente, accompagnata dalla detonazione delle bombe di profondità pronte all'uso lì ammassate che provocò danni leggeri alla stessa King George V e alla nave da battaglia statunitense USS Washington, oltre a 49 vittime tra l'equipaggio del Punjabi. La sezione di prua rimase invece a galla per alcuni minuti consentendo ai cacciatorpediniere HMS Marne e HMS Martin di trarre in salvo 169 membri dell'equipaggio, più un'altra quarantina recuperati dall'acqua; il relitto affondò quindi nella posizione 66° 00'N, 8° 00' O.